# Nationaal park Santa Fe
Nationaal park Santa Fe (Spaans: Parque Nacional Santa Fe) is een nationaal park in Panama. Het is sinds 2001 beschermd gebied. Santa Fe is 72.269 hectare groot.
In het oosten grenst het bergachtige gebied aan het Nationaal park Omar Torrijos.